# 청수도서관 (천안시)
청수도서관은 천안시에 있는 어린이,영어특화 공공도서관이다.

## 연혁
- 2016년 12월 6일 기공식
- 2018년 7월 24일 천안 청수도서관 개관

## 시설현황
| 층 | 시설                                      |
| -- | ----------------------------------------- |
| 4  | 북카페                                    |
| 3  | 종합자료실                                |
| 2  | 영어자료실                                |
| 1  | 어린이자료실 , 유아자료실, 다목적실(강당) |
| B1 | 주차장                                    |

## 이용 안내
이용 시간
- 일반열람실: 평일 08:00 ∼ 22:00 / 주말 08:00 ∼ 22:00
- 종합자료실: 평일 09:00 ∼ 22:00 / 주말 09:00 ∼ 18:00
- 아동열람실: 평일 09:00 ∼ 18:00 / 주말 09:00 ∼ 18:00
- 디지털자료실: 평일 09:00 ∼ 20:00 / 주말 09:00 ∼ 18:00